# Coquerel-Seidenkuckuck
Der Coquerel-Seidenkuckuck oder Coquerelcoua (Coua coquereli) ist eine Vogelart aus der auf der Insel Madagaskar endemischen Gattung der Seidenkuckucke (Coua). Das Artepitheton ehrt den französischen Naturforscher Charles Coquerel (1822–1867).

## Merkmale
Der Coquerel-Seidenkuckuck erreicht eine Größe von 42 Zentimetern. Die Geschlechter sehen gleich aus. Bei den Altvögeln sind die Oberseite und die Flügel olivgrün mit einer stumpf bronzefarbenen Verwaschung. Der Schwanz ist dunkel bronzefarben. Das Gesicht ist schwarz. Die Unterseite, die Kehle und die Brust sind weißlich bis beige. Die Unterbrust ist violett lohfarben. Der Bauch und die Unterschwanzdecken sind olivgrau. Die Unterseite der Schwanzfedern ist schwarz. Die äußeren Schwanzfedern weisen weiße Spitzen auf. Die nackte Haut um die Augen ist dreifarbig. Über dem Augen ist sie himmelblau, hinter den Augen ist sie dunkelblau und schimmernd rosa-lila hinter dem blauen Hautbereich, der von schwarzen Federn umrandet ist. Die Iris umrandet ein blauer Augenring. Der Schnabel, die Beine und die Füße sind schwarz.
Bei den juvenilen Vögeln ist der Oberkopf grau. Das Gefieder ist stumpfer als bei den Altvögeln. Die Flügeldecken sind braun mit lohfarbenen Rändern. Die Hand- und Armschwingen weisen lohfarbene Spitzen und eine schwarze Subterminalbinde auf. Schwanz- und Steuerfedern sind wie bei den Altvögeln gefärbt. Die Unterseite ist weißlich und dunkler grau gebändert. Die Haut um die Augen ist stumpfblau ohne die schwarze Federumrandung der Altvögel. Die Iris ist dunkelbraun. Der Schnabel ist hell fleischfarben, der Schnabelfirst ist sepiafarben. Beine und Füße sind grau.
Beim Schlüpfen sind die Nestlinge unbefiedert und flaumlos. Die Haut ist violett schwarz. Der Schnabel ist hell rötlich. Der Gaumen ist leuchtend rosarot.

## Lautäußerungen
Die Stimme besteht aus lauten, klaren Reihen von zwei bis vier Pfiffen gefolgt von einem tiefen, weichen, rollenden, knurrenden „weerweer-weer“. Daneben sind ein paar höhere Töne in einem länger andauernden „weer-weer-weer-wink-wink“, Grunz- und Knurrlaute sowie ein schrilles „ayoo-ew“ zu hören.

## Lebensraum
Der Coquerel-Seidenkuckuck bewohnt die Ränder von Halbwüsten, trockene Wälder sowie feuchte Wälder mit begrenzter Bodenvegetation. In Sekundärwäldern ist er seltener anzutreffen. Er kommt in Regionen von Meereshöhe bis in Höhenlagen von 1000 Metern vor.

## Verbreitung und Status
Der Coquerel-Seidenkuckuck ist im Norden und Nordwesten Madagaskars ziemlich häufig. Größere Populationen gibt es bei Ampijoroa, im Kirindy Forest und bei Zombitse. Er ist ein scheuer Vogel, da er in vielen Gegenden gejagt wird. Die IUCN stuft ihn in die Kategorie nicht gefährdet (least concern) ein.

## Lebensweise
Der Coquerel-Seidenkuckuck geht auf Pfaden auf dem Waldboden sowie in den mittleren Baumschichten in ein bis fünf Meter Höhe auf Nahrungssuche. Die Nahrung besteht aus Insekten, darunter Grashüpfer, Schmetterlingsraupen, Nachtfalter, Käfer und Spinnen sowie aus Früchten und Samen.
Die Eier werden zwischen November und Januar gelegt. Das napfförmige Nest besteht aus Zweigen, kleinen Ästen, Blattstielen und Rinde. Es hat einen Umfang von 16 Zentimetern und ist 13 Zentimeter hoch. Die Nester werden in drei bis acht Meter Höhe entweder in Lianen oder auf dem Stamm eines Baumes errichtet. Das Gelege besteht aus zwei bis drei stumpfweissen Eiern, die 33,5 × 25 mm messen. Die Dauer der Brut- und die Nestlingszeit ist unbekannt.
Der Coquerel-Seidenkuckuck ist ein standorttreuer und monogamer Vogel, der häufig paarweise zu beobachten ist.